# Программный комплекс для проектирования и интерпретации гидродинамических исследований скважин
Программный комплекс для проектирования и интерпретации гидродинамических исследований скважин (ПК для ГДИС) – промышленное программное обеспечение для математического моделирования, обработки и анализа промысловых данных по гидродинамическим исследованиям скважин в нефтегазовых пластах.
Программный комплекс для проектирования и интерпретации ГДИС предназначен для решения ряда прикладных задач, связанных с оценкой продуктивных и фильтрационных характеристик нефтегазовых пластов и параметров скважины путем прямого и обратного моделирования динамики давления и притока жидкости к скважине. Программный комплекс для проектирования и интерпретации  ГДИС применяется в нефтегазовой отрасли в процессах планирования, инженерно-аналитического сопровождения и интерпретации различных видов ГДИС.
Основные функции ПК для ГДИС:
1. Первичная обработка промысловых данных
2. Расчет PVT-свойств системы «флюид-пласт»
3. Пересчет давления по стволу скважины
4. Дизайн/проектирование ГДИС
5. Интерпретация (автоинтерпретация) различных видов ГДИС: кривой восстановления давления/уровня в добывающей скважине, кривой падения давления в нагнетательной скважине, анализ динамических данных по дебитам и давлениям, исследований на установившихся режимах добычи/закачки, исследования газовых и газоконденсатных скважин, исследования водозаборных скважин, slug-тест:
  - Визуализация геометрии скважины и границ пласта
  - Оценка фильтрационных параметров пласта и параметров заканчивания скважины, оценка экстраполированного и среднего пластового давления
  - Анализ чувствительности на различные параметры пласта и заканчивания скважины
  - Построение специализированных графиков: Хорнера, Миллера-Дайса-Хатчинсона, IPR и др.
  - Создание отчёта по интерпретации и анализу ГДИС

Наибольшее распространение на мировом и, до недавнего времени, на российском рынке имели несколько программных продуктов: PanSystem, Saphir.
Отечественные ПК для ГДИС, позволяющие решать производственные задачи, находятся в стадии разработки, апробации и внедрения рядом компаний.
В частности, в октябре 2022 года ПАО «НК «Роснефть» заявила о создании и внедрении в опытную эксплуатацию собственного промышленного программного комплекса для проектирования и интерпретации ГДИС «РН-ВЕГА», основанного на численно-аналитическом решении задач методом точечных источников для различных конфигураций «скважина-пласт» и позволяющего полноценно заменить попавшие под санкции иностранные аналоги.